# Lem's Beat
Lem's Beat è il quarto album come leader di Lem Winchester con Oliver Nelson, pubblicato nel 1961 dalla Prestige Records.
Il disco venne registrato negli studi di Rudy Van Gelder il 19 aprile 1960 a Englewood Cliffs nel New Jersey (Stati Uniti).

## Tracce
Lato A
1. Eddy's Dilemma – 11:37 (Oliver Nelson)
2. Lem & Aide – 7:58 (Oliver Nelson)

Lato B
1. Friendly Persuasion – 4:08 (Dimitri Tiomkin, Paul Francis Webster)
2. Your Last Chance – 6:50 (Oliver Nelson)
3. Lady Day – 2:51 (Roy Johnson)
4. Just Friends – 5:17 (Sam M. Lewis, John Klenner)

## Musicisti
- Lem Winchester - vibrafono
- Oliver Nelson - sassofono tenore
- Curtis Peagler - sassofono alto
- Billy Brown - pianoforte (brani A1 & B2)
- Roy Johnson - pianoforte (brani A2, B3 & B4)
- Wendell Marshall - contrabbasso
- Arthur Taylor - batteria